# گرجایی
گرجایی، روستایی از توابع بخش زند شهرستان ملایر در استان همدان ایران است.
روستای گرجایی از سه طرف با کوه احاطه شده است و یک  راه سنگلاخ و کوهستانی به سمت روستای سرچال دارد.
روستای گرجایی به دلیل مقداری دور بودن از آزادراه ملایر اراک مورد بی‌توجهی قرار گرفته.
```
محصولات و کشاورزی

از محصولات مرغوب روستا میتوان به گردو،آلبالو،انگور و بادام  اشاره کرد. 
```

کشاورزی روستا به تازگی دارای لوله کشی آب شده است.
و سرسبز ترین منطقه روستا در جنوب غربی روستا قرار دارد و نام آن جودامو نام دارد.
مکان های ویژه
این روستا بخشی از منطقه حفاظت شده[ [لشکردر]] را تشکیل میدهد و

## جمعیت
این روستا در دهستان کمازان وسطی قرار دارد و براساس سرشماری مرکز آمار ایران در سال ۱۳۹۵، جمعیت آن 1260نفر (۲۵۳خانوار) بوده‌است.